# Zino Francescatti
Zino Francescatti, född 1905 i Marseille, död 1991, var en fransk violinist. Han studerade under Jacques Thibaud. Han började turnera över hela världen 1928. Han spelade på en Stradivarius från 1727.

## Fotnoter
1. 1 2 3 4  matchID, matchID-ID: Dvscw1eUAUv6, läst: 4 april 2022.[källa från Wikidata]
2. 1 2  Encyclopædia Britannica, Encyclopædia Britannica Online-ID: biography/Zino-Francescattitopic/Britannica-Online, läst: 9 oktober 2017.[källa från Wikidata]
3. 1 2  SNAC, SNAC Ark-ID: w6668brs, läst: 9 oktober 2017.[källa från Wikidata]
4. 1 2  Brockhaus Enzyklopädie, Brockhaus Enzyklopädie-ID: francescatti-zino, läst: 9 oktober 2017.[källa från Wikidata]
5. ↑  Gemeinsame Normdatei, läst: 25 juni 2015.[källa från Wikidata]
6. ↑  NOR: PREX8910099D, läs online, läst: 11 februari 2020.[källa från Wikidata]